# Nicolas Gavory
Nicolas Gavory (Beauvais, 16 febbraio 1995) è un calciatore francese, difensore dell'Eupen.

## Caratteristiche tecniche
È un terzino sinistro.

## Carriera
Cresciuto nelle giovanili dell'Auxerre, ha esordito in prima squadra il 22 settembre 2012 in occasione del match di Ligue 2 perso 4-3 contro il Guingamp.

## Statistiche

### Presenze e reti nei club
Statistiche aggiornate al 31 agosto 2018.
| Stagione          | Squadra           | Campionato        | Campionato | Campionato | Coppe nazionali | Coppe nazionali | Coppe nazionali | Coppe continentali | Coppe continentali | Coppe continentali | Altre coppe | Altre coppe | Altre coppe | Totale | Totale | Totale |
| Stagione          | Squadra           | Comp              | Pres       | Reti       | Comp            | Pres            | Reti            | Comp               | Pres               | Reti               | Comp        | Pres        | Reti        | Pres   | Reti   |        |
| ----------------- | ----------------- | ----------------- | ---------- | ---------- | --------------- | --------------- | --------------- | ------------------ | ------------------ | ------------------ | ----------- | ----------- | ----------- | ------ | ------ | ------ |
| 2012-2013         | Auxerre 2         | CFA               | 6          | 1          |                 | -               | -               |                    | -                  | -                  |             | -           | -           | 6      | 1      |        |
| 2013-2014         | Auxerre 2         | CFA2              | 2          | 0          |                 | -               | -               |                    | -                  | -                  |             | -           | -           | 2      | 0      |        |
| 2014-2015         | Auxerre 2         | CFA2              | 21         | 9          |                 | -               | -               |                    | -                  | -                  |             | -           | -           | 21     | 9      |        |
| Totale Auxerre 2  | Totale Auxerre 2  | Totale Auxerre 2  | 29         | 10         |                 | -               | -               |                    | -                  | -                  |             | -           | -           | 29     | 10     |        |
| 2012-2013         | Auxerre           | L2                | 2          | 0          | CF+CdL          | 0+1             | 0               |                    | -                  | -                  |             | -           | -           | 3      | 0      |        |
| 2013-2014         | Auxerre           | L2                | 7          | 0          | CF+CdL          | 0+1             | 0               |                    | -                  | -                  |             | -           | -           | 8      | 0      |        |
| 2014-2015         | Auxerre           | L2                | 1          | 0          | CF+CdL          | 0+1             | 0               |                    | -                  | -                  |             | -           | -           | 2      | 0      |        |
| Totale Auxerre    | Totale Auxerre    | Totale Auxerre    | 10         | 0          |                 | 3               | 0               |                    | -                  | -                  |             | -           | -           | 13     | 0      |        |
| 2015-2016         | AS Béziers        | N                 | 30         | 1          | CF+CdL          | 1+0             | 0               |                    | -                  | -                  |             | -           | -           | 31     | 1      |        |
| 2016-2017         | AS Béziers        | N                 | 29         | 3          | CF+CdL          | 0               | 0               |                    | -                  | -                  |             | -           | -           | 29     | 3      |        |
| Totale AS Béziers | Totale AS Béziers | Totale AS Béziers | 59         | 4          |                 | 1               | 0               |                    | -                  | -                  |             | -           | -           | 60     | 4      |        |
| 2017-2018         | Clermont Foot     | L2                | 33         | 0          | CF+CdL          | 1+2             | 0+1             |                    | -                  | -                  |             | -           | -           | 36     | 1      |        |
| 2018-2019         | Utrecht           | ED                | 22         | 1          | CO              | 0               | 0               |                    | -                  | -                  |             | -           | -           | 22     | 1      |        |
| Totale carriera   | Totale carriera   | Totale carriera   | 153        | 15         |                 | 7               | 1               |                    | -                  | -                  |             | -           | -           | 160    | 16     |        |